# Беатриса Брабантская
Беатриса Брабантская (1225 — 11 ноября 1288) — ландграфиня Тюрингии в браке с Генрихом IV Распе и графиня Фландрии в браке с Гильомом II. Дочь герцога Брабанта Генриха II и Марии Швабской. Была бездетна.